# 垃圾街
《垃圾街》（英語：Street Trash）是一部1987年美國黑色喜劇肉體恐怖電影，由吉姆·穆羅執導，羅伊·弗魯克斯編劇，改編自穆羅製作的10分短片。邁克·雷基（Mike Lackey）、維克·諾托（Vic Noto）和R·L·萊恩主演。講述一家酒類商店的老闆向流浪漢出售一種來源不明的廉價酒精飲料，但沒人知曉瓶子裡裝的竟然是能將人體融化的毒酒，發現真相的流浪漢佛萊德（Fred）決定用此向欺負自己的人展開報復。
電影1987年9月16日在美國上映。

## 劇情
紐約市布魯克林綠點區的一間酒類老闆艾德在地下室發現了一箱子廉價的60年老酒——特納夫萊毒蛇（英語：Tenafly Viper），無視早已腐壞，他以低廉的價格賣給當地的流浪漢。不幸的是，任何喝了毒蛇的人都會以可怕的方式融化。流浪漢兄弟檔佛萊德與凱文在當地的汽車報廢場安家，其中凱文喜歡上了收銀員溫蒂，對方也是兄弟檔的童年朋友。與此同時，警察比爾開始調查與融化相關的死亡案件。
精神錯亂的越戰老兵布朗森帶領一群流浪漢老兵在報廢場的一處佔地為王，某日他愛上了在此工作的溫蒂。佛萊德平日在街頭四處遊蕩，但為了錢而惹上了流浪漢維茲，少數只有朋友伯特與自己相好，例如伯特到一間超市強行偷走了一些食物分享給佛萊德與凱文。某夜，佛萊德將義大利餐廳外一名醉女人帶回家做愛，餐廳門衛視若無睹，引起黑幫老大尼克不滿。佛萊德在報廢場做愛後昏睡，而那名醉女人則被圍觀的布朗森手下們拖走；隔日，性侵溫蒂不成的老闆法蘭克在報廢場河邊發現了醉女人的棄屍，並私下奸屍。佛萊德到布朗森的地盤找那名女人，但被布朗森制伏；布朗森打算對他下手時，被一名流浪漢的撒尿打斷，布朗森用一把骨刀切斷了那名流浪漢的陰莖，並讓其他手下當球傳來傳去。流浪漢拿到陰莖後搭著一輛校車前往醫院。
比爾持續調查案件，並在報廢場阻止一名尼克派出對付佛萊德的殺手。比爾要求外頭等待的尼克滾蛋，接著獨自進入報廢場中布朗森的地盤，但在經過一番扭打後，比爾被布朗森殺死。佛萊德拿走弟弟的錢去買毒蛇來喝，但發現另一名流浪漢在喝下毒蛇後爆體而亡；得知毒蛇真相的佛萊德引誘維茲喝下酒，成功讓維茲被融化。佛萊德還急忙回到酒類商店要毒蛇時，發現艾德喝了一瓶而死。布朗森發現自己的一名女性手下喝了毒蛇而亡後，發現凱文和溫蒂進入辦公室做愛，令他氣得持刀衝進去，企圖殺死凱文。佛萊德前來用一瓶毒蛇來融化布朗森，但因丟歪而失手。
當佛萊德被布朗森制伏時，凱文藉由開啟一支氧氣鋼瓶的瓶口，讓鋼瓶如火箭般發射出去，打穿了布朗森的身體並擊落了腦袋，救了哥哥。布朗森死後，溫蒂趕到凱文的身旁。在片尾片段，尼克和另外兩名手下打算對付過於囂張的門衛，但尼克在喝下門衛身上的毒蛇後融化。

## 演員
- 邁克·雷基（Mike Lackey）飾演佛萊德（Fred）[3]
- 比爾·切皮爾（Bill Chepil）飾演比爾（Bill）[3]
- 維克·諾托（Vic Noto）飾演布朗森（Bronson）[3]
- 馬克·斯費拉扎（Mark Sferrazza）飾演凱文（Kevin）[3]
- 珍·阿拉卡瓦（Jane Arakawa）飾演溫蒂（Wendy）
- 妮可·波特（Nicole Potter）飾演溫內特（Winette）[3]
- R·L·萊恩（英语：R. L. Ryan）飾演法蘭克·史尼澤（Frank Schnizer）[3]
- 克拉倫斯·賈蒙（Clarence Jarmon）飾演伯特（Burt）
- 伯納德·帕爾曼（Bernard Perlman）飾演維茲（Wizzy）
- 米莉安·祖克克（Miriam Zucker）飾演醉女人
- 東尼·達羅（英语：Tony Darrow）飾演尼克·杜蘭（Nick Duran）
- M·D·詹戈·克魯奇（M. D'Jango Krunch）飾演艾德（Ed）
- 詹姆斯·羅林茲（James Lorinz）飾演門衛

## 製作
吉姆·穆羅是知名導演詹姆斯·卡麥隆首選的攝影機穩定器操作員，自行製作了一支由邁克·雷基（Mike Lackey）主演的10分鐘學生電影《垃圾街》。編劇羅伊·弗魯克斯將短片改寫成近百分鐘的長片，穆羅親自執導，成為他的導演處女作。據弗魯克斯所述：「我為了得罪地球上的每一個群體而寫，結果，青年市場將其視為叛逆之作。」

## 發行
電影1987年9月16日在美國上映。在英國，為了能通過英國電影分級委員會（BBFC）的審查，電影減去了流浪漢的陰莖被割斷、更被當球丟的情節。

## 外部連結
- 互联网电影数据库（IMDb）上《垃圾街》的资料（英文）